# Fredi Bobic
Fredi Bobic (Maribor, 1971. október 30. –) német labdarúgó, válogatott játékos. Tagja volt az 1996-os labdarúgó-Európa-bajnokságon győztes német csapatnak, melynek első számú támadója volt. Több kiemelkedő klubban is játszott.
Tagja volt továbbá a legendás "mágikus háromszög"-nek, azaz a Kraszimir Balakov - Fredi Bobic - Giovane Élber triónak, amellyel a Stuttgart Német Kupát nyert, majd KEK-döntőt játszhatott.

## Pályafutása játékosként

### Klubcsapat
Bobic horvát édesapa és szlovén édesanya gyermekeként született Szlovéniában, de már a német VfR Bad Cannstattban kezdte pályafutását. Hamarosan a VfB Stuttgart ificsapatához került, amelyből előbb a TSF Ditzingennek, majd a Stuttgarter Kickersnek adták kölcsön.
A másodosztályban futószalagon ontotta a gólokat, éppen ezért a VfB visszahívta őt. Bobic nem akármilyen módon mutatkozott be a Bundesligában: első hét bajnokiján egyaránt gólt szerzett, és mindössze fél év után felhúzhatta magára a címeres mezt a magyarok elleni, budapesti válogatott mérkőzésen.
Az elkövetkező években meghatározó játékosa volt a Stuttgartnak, a Balakov-Elber-Bobic "mágikus háromszög" tagjaként rendkívül eredményesen futballozott, 1997-ben például 19 találattal gólkirályi címet szerzett. Abban az évben Német Kupát nyert a csapattal, a következő esztendőben pedig egészen a KEK döntőjéig jutott a stuttgartiakkal.
Ahogyan azonban a csapat egyre lejjebb süllyedt a tabellán, ő is egyre inkább máshová akart igazolni, és 1999 nyarán elfogadta a Borussia Dortmund ajánlatát. Ez azonban nem bizonyult a legjobb választásnak, hiszen igazából nem tudott beilleszkedni a gárdába, noha a 2000-2001-es idényben házi gólkirály volt 11 találattal.
Kis híján a Villarreal futballistája lett, de végül a Bolton szerezte meg őt kölcsönbe, ahol fél szezon alatt négy gólt ért el. Ezután a Hannoverbe került, ahol sokadvirágzását élte és bebizonyította hogy a liga egyik legjobb góllövője 27 mérkőzésen 14 góllal, visszakerült a válogatottba majd megvette a Hertha ahol 54 mérkőzésen játszott a 2 szezon alatt és 8 gólig jutott.
(Focivilág)
Utoljára a horvát Nk Rijeka csapatában játszott ahol horvát kupát nyert, majd 2006 júniusában visszavonult.

### Válogatott
Szereplése a német labdarúgó-válogatottban 1994-ben kezdődött, Magyarország csapata elleni barátságos mérkőzésen.
Összesen 37 alkalommal öltötte magára a Nationalelf mezét, mely során 10-szer talált a kapuba.
Játszott az 1996-os és a 2004-es Európa-bajnokságon az előbbit a Német válogatott meg is nyerte.

## Sikerei
- UEFA Európa-bajnok: (Németország) 1996
- Német Kupagyőztes: (VFB Stuttgart) 1997
- Német Bundesliga gólkirálya: (17 gól) 1995/96
- UEFA KEK Döntős: (VFB Stuttgart) 1998
- Horvát Kupagyőztes: 2006